# Eumocentrulus deductus
Eumocentrulus deductus är en insektsart som beskrevs av Capener 1972. Eumocentrulus deductus ingår i släktet Eumocentrulus och familjen hornstritar. Inga underarter finns listade i Catalogue of Life.